# Deutscher Altphilologenverband
Deutscher Altphilologenverband e. V. (DAV) heißt der Fachverband für Latein und Griechisch an deutschen Schulen und Universitäten.

## Organisation
1925 gegründet, hat er heute in 14 Landesverbänden etwa 6000 Mitglieder, die sowohl an den Universitäten als auch in der Schule tätig sind oder waren. Der als gemeinnützig anerkannte Verein
- unterstützt den Lateinunterricht und den Griechischunterricht,
- engagiert sich in bildungspolitischen Debatten mit Beiträgen und Studien,
- veranstaltet Fachkongresse und Tagungen,
- betreut einige Veröffentlichungen zur klassischen Philologie im Bildungskontext, darunter
  - die Verbandszeitschrift Forum Classicum,
  - die wissenschaftliche Zeitschrift Gymnasium. Zeitschrift für Kultur der Antike und humanistische Bildung,
  - seit 2000 auch die Online-Zeitschrift Pegasus.

[veraltet]

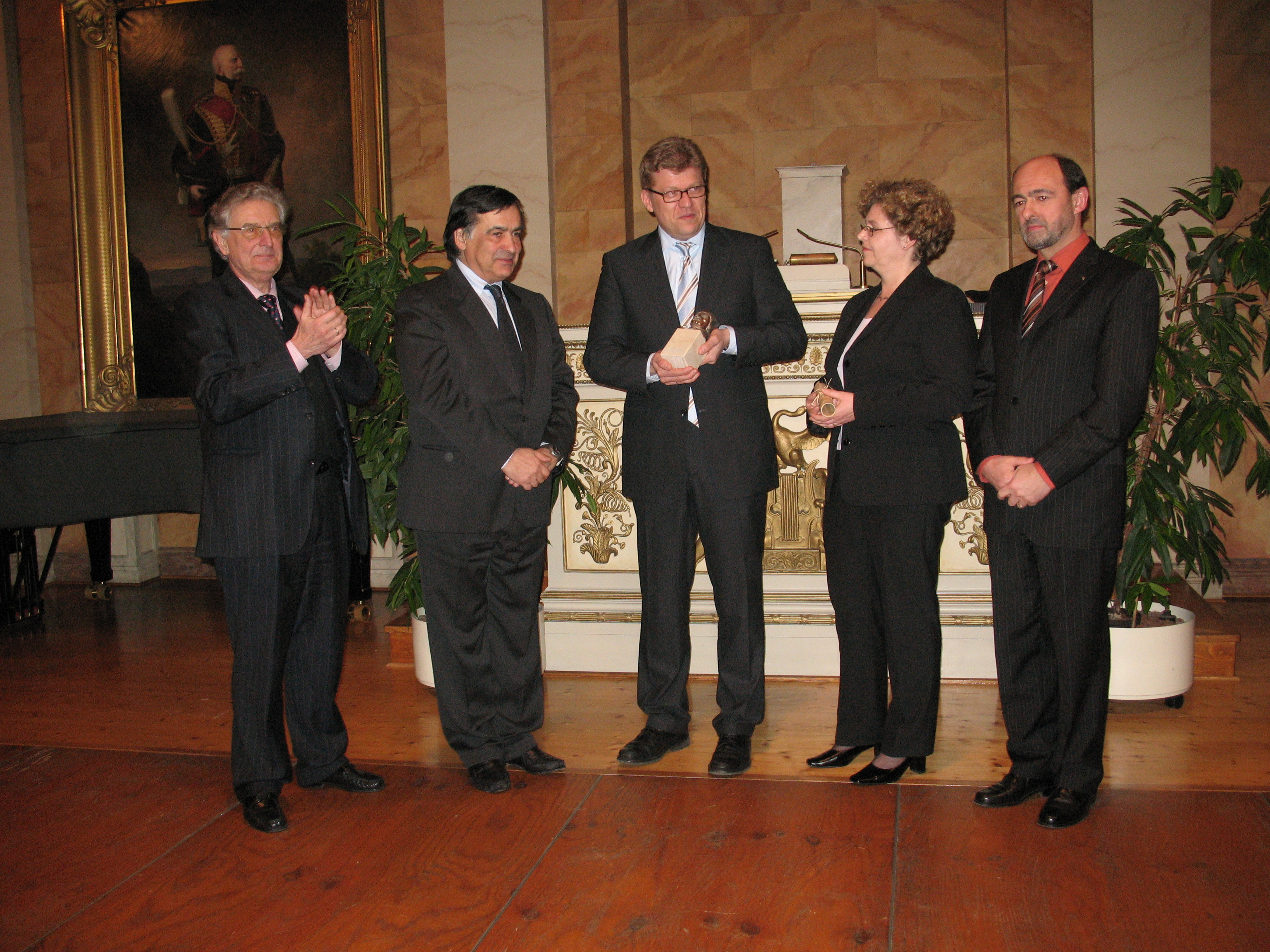
Verleihung des Humanismus-Preises beim Bundeskongress in Göttingen (März 2008)

International ist der DAV in der Fédération Internationale des Associations d’Études Classiques (FIEC) und dem europäischen Verbund der Altphilologenverbände EUROCLASSICA eingebunden.
Die amtierende Vorsitzende ist Katja Sommer. Ehrenvorsitzende sind Friedrich Maier und Hartmut Loos.

### Bundeskongresse mit Verleihung des Humanismus-Preises
Alle zwei Jahre findet ein wissenschaftlich und fachdidaktisch ausgerichteter Bundeskongress mit oft über 1000 Teilnehmern statt, auf dem der Humanismus-Preis verliehen wird. Erster Preisträger war 1998 Richard von Weizsäcker. Ihm folgten 2000 Roman Herzog, 2002 Alfred Grosser, 2004 Władysław Bartoszewski; 2006 erhielt ihn Jutta Limbach, 2008 Leoluca Orlando aus Palermo, 2010 Monika Maron, 2012 Sebastian Krumbiegel, 2014 der Autor Michael Köhlmeier, 2016 der Historiker Andrea Riccardi, 2018 Rita Süssmuth, 2020/2022 Karlheinz Töchterle und 2024 Pater Klaus Mertes.
| Datum                      | Ort               | Thema                                                                             |
| -------------------------- | ----------------- | --------------------------------------------------------------------------------- |
| 25. bis 29. März 2008      | Göttingen         | Antike und Kulturen der Welt – Klassische Bildung eröffnet Horizonte              |
| 6. bis 10. April 2010      | Freiburg/Br.      | Bildung durch Sprache – Latein und Griechisch im Kontext der Schulsprachen        |
| 10. bis 14. April 2012     | Erfurt            | Von der Muse geküsst. Die klassischen Sprachen und die Künste                     |
| 22. bis 26. April 2014     | Innsbruck         | Alte Sprachen bauen Brücken                                                       |
| 29. März bis 2. April 2016 | Berlin            | Kosmos Antike: Latein und Griechisch öffnen Welten                                |
| 3. bis 7. April 2018       | Saarbrücken       | Polis Europa: Latein und Griechisch verbinden                                     |
| 11. bis 14. April 2022     | virtuell          | Nähe in der Distanz. Latein und Griechisch 2.0                                    |
| 2. bis 6. April 2024       | Wuppertal         | Bildung, Entwicklung, Nachhaltigkeit: Latein und Griechisch                       |
| 7. bis 11. April 2026      | Frankfurt am Main | Aus der Antike lernen für die Demokratie von heute und morgen: exempla et errores |

Der für den 14.–18. April 2020 in Würzburg geplante Kongress musste wegen der Corona-Pandemie abgesagt werden.

## Geschichte

### Gründung 1925
Aus dem älteren Gymnasialverein am 6. April 1925 in Berlin ausgegründet, unterstützte der Verband die fachlichen und bildungspolitischen Interessen der humanistischen Gymnasien. Sie sahen sich bedroht durch die Schulreformen, die den Hochschulzugang mehr und mehr ohne altsprachliche Voraussetzungen ermöglichten (Richertsche Gymnasialreform). Am Anfang stand besonders Werner Jaegers Idee des Dritten Humanismus im Mittelpunkt. Unter Otto Regenbogen bestand von 1929 bis 1935 wieder eine enge Personalunion mit dem Gymnasialverein. Die Lehrerfachverbände gingen ab 1933 im Nationalsozialistischen Lehrerbund auf, am 20. März 1935 wurde der DAV dem NSLB durch ein Abkommen angeschlossen. In der NS-Zeit drängte der Staat die humanistischen Gymnasien weiter zurück.

### Neugründung 1950
Nach 1945 fanden sich die Altphilologen wieder zu ersten Tagungen zusammen und gründeten nach einigen regionalen Bemühungen 1950 den Verband neu. Erster Vorsitzender war der Westfale Bernhard Kock (1885–1973). Die Verbandspolitik zielte auf eine Rückkehr zur christlich-humanistischen Tradition. Die Universitätsphilologen blieben mit den Lehrern in einem Verband, um die enge Verbundenheit beider Bildungsbereiche zu zeigen.
Bereits von Beginn an sah sich der Verband im Abwehrkampf gegen die sinkende Bedeutung der alten Sprachen in der Schule, insbesondere die wachsende Abschaffung des Lateinunterrichts ab der 5. Klasse und die von Latinumsanforderungen an den Hochschulen. Der Angriff auf die Bildungstradition von Saul B. Robinsohn 1967 drängte ihn zusammen mit der Oberstufenreform in die Defensive. Neue didaktische Ideen der jüngeren Verbandsmitglieder führten zu einem neuen Selbstbewusstsein in den 1970er und 1980er Jahren, die von 2000 bis 2010 in Deutschland zu einer starken Nachfrage nach dem Fach Latein geführt haben. Der Verband konnte sich nach 1990 in allen neuen Bundesländer ausbreiten.

### Vorsitzende
- 1925–1935: Emil Kroymann
- nach 1945: Eduard Bornemann (regionaler Versuch)
- 1950–1952: Bernhard Kock (1945–1951 Schulleiter am Landfermann-Gymnasium Duisburg)
- 1952–1956: Erich Burck (Kiel)
- 1956–1960: Erich Haag (Tübingen)
- 1960–1964: Otto Walter (Kaiserslautern)
- 1964–1969: Kay Hansen (Hamburg)
- 1969–1971: Will Richter
- 1971–1977: Otto Leggewie
- 1977–1981: Hermann Steinthal
- 1981–1985: Eckard Lefèvre[4]
- 1985–1989: Hans Werner Schmidt (Schulleiter am Gymnasium am Ostring Bochum)
- 1989–1993: Kurt Selle
- 1993–2001: Friedrich Maier (Berlin)
- 2001–2005: Helmut Meißner (Walldorf)
- 2005–2007: Hartmut Loos (Speyer)
- 2007–2011: Stefan Kipf (Berlin)
- 2011–2015: Bernhard Zimmermann (Freiburg)
- 2015–2016: Sabine Vogt (Bamberg)
- 2016–2021: Hartmut Loos (Speyer)
- 2021–2023: Stefan Freund (Wuppertal)
- seit 2023: Katja Sommer (Hannover)

### Programme
- 1930: Altsprachlicher Lehrplan für das deutsche humanistische Gymnasium (Weidmann, Berlin 1930)
- 1951: (Erklärung vom 19. Mai 1951) Das Bildungsziel des altsprachlichen Gymnasiums – Das Unterrichtsziel der alten Sprachen (Gymnasium. 58, S. 383 f.)
- 1970: (Erklärung vom 2. Oktober 1970) Ziele des Latein- und Griechisch-Unterrichts (Mitteilungen des Deutschen Altphilologen-Verbandes, Landesverband Niedersachsen zusammen mit den Landesverbänden Bremen und Hamburg. [MDAV] 1/1971, ZDB-ID 1129938-1, S. 1 f.)
- 1972: Empfehlungen der Mommsen-Gesellschaft und des Deutschen Altphilologenverbandes (MDAV 4/1972, S. 1–8)
- 1976: Bericht über die Arbeit des Ausschusses „Lernzieltaxonomie“ (MDAV 1/1976, S. 1–15)